# 比安德拉泰
比安德拉泰（義大利語：Biandrate）是意大利诺瓦拉省的一个市镇。总面积12.68平方公里，人口1174人，人口密度92.6人/平方公里（2009年）。ISTAT代码为003018。